# Proyecto Inlandsis
El Proyecto Inlandsis (conocido por las siglas GISP Greenland Ice Sheet Project) fue un proyecto para extraer muestras de hielo del fondo de la capa de hielo de Groenlandia, la Inlandsis. Involucró a científicos y agencias de varios países, con financiación de Dinamarca, Suiza, y EE. UU.
Los resultados de las muestras proporcionaron muestras de temperatura y de componentes atmosféricos que ayudarían a interpretar las variaciones climáticas pasadas.
El trabajo de campo preliminar del GISP dio comienzo en 1971 en Dye 3 (65°N 43°O / 65, -43), donde se hizo un pozo de 372 m de profundidad, y de 102 mm de diámetro, para recuperar muestras de hielo. Después de eso, se hicieron expediciones anuales para perforar a profundidades intermedias en varias localidades en la inlandsis (o capa de hielo).  El primero fue a 398 m en Milcent y otro a 405 m en la "Base Crete"  en 1974. 
Después de solucionar problemas de logística y de ingeniería relacionados con la mejora de los extractores de muestras, se perfora hasta el subsuelo rocoso en Dye 3, en el verano boreal de 1979 usando una perforadora de hielo danesa electromecánica. En el primer año, se realizó un agujero de 18 cm de diámetro, hasta 80 m de profundidad. El muestreo continuó por dos estaciones más, y el 10 de agosto de 1981, se alcanza la base rocosa a 2.037 m . El sitio Dye 3 fue un compromiso: glaciológicamente, otro sitio con mucha más capa de hielo hubiera sido mejor con la divisoria de hielo con más espesor, pero logísticamente, tal sitio hubiera sido demasiado remoto.

## GISP2
Existió un paralelismo con el "Proyecto GISP2 de EE.UU.", perforando en un sitio mucho más profundo en hielo, y llegando a la base rocosa a 3053 m de profundidad y aún horadando otros 155 cm dentro de la roca, el 1 de julio de 1993, luego de cinco años de perforar, mientras el aislacionimo EE. UU. - Europa de los científicos se acentuó, produciendo ambos grupos, muestras paralelas en el "Proyecto GRIP. El GISP2 produjo muestras de hielo de 3053,44 m en prof.  Tal muestreo está archivado en el "Laboratorio Nacional de Muestras de Hielo" en Lakewood, Colorado.